# Wilhelm Knottek
Wilhelm Knottek (* 23. August 1876 in Klosterneuburg; † 8. März 1947 in Wien) war ein österreichischer Politiker (SDAP) und ÖBB-Bediensteter. Knottek war von 1919 bis 1921 sowie von 1927 bis 1932 Abgeordneter zum Landtag von Niederösterreich.

## Leben
Knottek besuchte die Volks- und Bürgerschule und erlernte den Beruf des Spenglers. Danach trat er in den Dienst der Österreichischen Bundesbahnen und war zuletzt Oberkondukteur. Knottek war Schriftführer des Arbeiterbildungsvereins „Ferdinand Lassalle“ in Döbling, war jedoch später erneut in Klosterneuburg ansässig. Zudem war er als Vorsitzender des Arbeiter- und Soldatenrates in Klosterneuburg politisch aktiv und engagierte sich als Redakteur der Volkstribüne. Zwischen 1919 und 1922 hatte er das Amt des Bürgermeisters von Klosterneuburg inne. Er gehörte bereits vom 20. Mai 1919 bis zum 11. Mai 1921 als Abgeordneter der Landtagskurie von Niederösterreich Land an und war zwischen dem 11. Mai 1921 und dem 21. Mai 1932 Abgeordneter zum Niederösterreichischen Landtag. 1934 wurde Knottek im Zuge der Februarkämpfe und dem Verbot der Sozialdemokratischen Partei verhaftet.